# کیک جنگل سیاه
کیک گیلاسی جنگل سیاه (به آلمانی: Schwarzwälder Kirschtorte)، گونه‌ای کیک گیلاس است که خاستگاه ان منطقهٔ جنگل سیاه در جنوب آلمان است.
این کیک یک دسر محبوب در آلمان، اتریش و دیگر کشورها است. این کیک معمولاً از چند لایه شکلات و خامه تشکیل شده که در میان آنها گیلاس یا آلبالو گذاشته شده است.